# Happy Birthday (タイのテレビドラマ)
Happy Birthday（ハッピーバースデー、タイ語: Happy Birthday – วันเกิดของนาย วันตายของฉัน）は、プッチーチャイ・カセテイン（プッシュ）、ラパッサラン・チラウェートスントンクン（マイルド）、プリム・ラッタナルーァンワッタナー（プルーム）が主演する2018年のタイのテレビドラマシリーズ。
Kanittha Kwunyooが監督し、GMMTVとNar-ra-torが共同製作したこのシリーズは、2018年2月1日にGMMTVが開催したイベント「Series X」で発表された2018年放送予定の10のテレビドラマシリーズのうちの一つである。  2018年10月7日から2018年12月30日にかけて、GMM 25とLINE TVにて毎週日曜日の20:30 ICTと22：30 ICTに放送された。   日本では、2021年11月18日より女性チャンネル♪LaLa TVにて日本初放送された。

## あらすじ
トンマイ（プリム・ラッタナルーァンワッタナー）は、これまで1度も自分の誕生日を祝ってもらったことがなかった。なぜなら彼の誕生日が姉のターンナム（ラパッサラン・チラウェートスントンクン）の命日でもあるからだ。しかし17歳の誕生日、トンマイは初めて父のチェットから誕生日プレゼントとしてターンナムが使っていた部屋を貰った。喜んで部屋の掃除をするトンマイだったが、そこで幽霊になったターンナムと出会う。ターンナムはこの17年間、成仏せずにずっとその部屋に留まっており、なぜ成仏できないのかも、なぜ死のうとしたのかも記憶の一部が欠けていて分からないと言う。トンマイはターンナムが成仏できるように協力することを申し出たのだが、ターンナムの死の背景には複雑な事情が絡み合っていた…。
人を愛する力は、ターンナムの死をきっかけに壊れた家族や恋人との絆を修復することができるのだろうか。

## キャストとキャラクター

### 主演
ティー・ティーラポーン・ロップラサート役：プッチーチャイ・カセテイン（プッシュ）
国民的人気俳優。17年前に自殺した恋人・ターンナムの死を引きずっている。パナの親友で元陸上選手。
ターンナム役・クヮンユ：ラパッサラン・チラウェートスントンクン（マイルド）
トンマイの姉でティーの恋人だったが、トンマイの誕生日に自殺した。とある理由から幽霊としてこの世にとどまっている。
トンマイ・ラチャッタ役：プリム・ラッタナルーァンワッタナー（プルーム）
姉のターンナムの命日に生まれたために、17歳になるまで1度も誕生日を祝ってもらったことがない高校生。ノイナーが唯一の友人。

### 助演
ノイナ役：プローイションプー・スパサップ（ジャン）
トンマイの唯一の友人でトップの恋人。ティーの熱烈なファンで学校ではファンクラブの会長をしている。
パナ役：タナブーン・ワンロプシリナーン（ナ）
ティーの親友で、トンマイとノイナたちが通う学校の体育教師。生活指導も行っており生徒からは評判が低いが、学生時代は人気があった。
若い頃のティー役：ポーンピパット・パッタナセッターノン（プラスター）
若い頃のパナ役：ワチラウィット・ルーアンウィワット（チモン）
チェット役：Santisuk Promsiri（Noom）
トンマイとターンナムの父親で、文房具店を経営している。
オーン役：Suangsuda Lawanprasert （Namfon）
トンマイの母親。チェットと共に文房具店を経営している。
タイ役：ソーラポン・チャトリー
トンマイたちが通う学校の印刷屋さん。ターンナムの生前、一緒に働きながら勉強を教えてもらっていた。
ワン役：Kalaya Lerdkasemsap（Ngek）
ターンナムの母親。チェットにターンナムを預け姿を消した。
ルックゴルフ役：キッティパット・チャラーラック（ゴルフ）
ティーのマネージャー。母親と共に暮らしている。
チョンプー役：アチタ・シカマナ
ノイナの母親。高校生の時にノイナを妊娠した。ティーやパナたちと同級生だった。
プエン役：Daraneenute Pasutanavin（Top）
ルックゴルフの母親。ティーが駆け出しの頃に娘のゴルフと共にティーと一緒に住んでいた。
トップ役：コーン・クナーティプアピシリ（オージュン）
ノイナの恋人。学校で一番のイケメン。
ジェーン役：アリス・ツォイ
ティーの高校時代の恋人で当時大学生。
パット役：Sukol Sasijulaka（Jome）
ティーの所属するGMAのプロデューサー。
デュー役：ユエンヨン・インティラ
ティーの映画撮影のスタッフ。

### ゲスト出演
インタビュアー役：ナチャット・ジャンタパン（ニッキー）（第2話）
インタビュアー役：レオ・ソッセイ（第2話）
本人役：プラチャヤー・レァーンロード（シントー）（第3話）
本人役：ピーラワット・シェーンポーティラット（クリス）（第3話）
本人役：ワッチャラ・スクチュム（ジェニー）自身として（第3話）
プーン役：ジラキット・ターワンウォン（メーク）
ティーと同じ事務所の俳優。

## サウンドトラック
| 曲名          | ローマ字タイトル      | アーティスト                                 | Ref.  |
| ------------- | --------------------- | -------------------------------------------- | ----- |
| จำฉันได้หรือเปล่า | Jum Chun Dai Reu Plow | アーイ・サランチャナー・アピーサマイモンコン | [ 6 ] |